# クロスオーバー作品
フィクションにおけるクロスオーバー作品（クロスオーバーさくひん）は、狭義では複数の独立したシリーズが一時的に一つのストーリーを共有、進行させることをいう。並立したストーリーラインを、新たなストーリーラインが横断して行くと解釈してこの名がついた。主にアメリカンコミックにおいて著しく発達した手法である。異なる作品に登場するキャラクターや舞台設定、世界観などがひとつの作品に登場することをいい、アメコミの場合、著作権が著者でなく出版社に帰属することが多いため、この手法が容易であり、よく使われた。日本では作品タイトルやキャラクター毎のデザイナーが異なり、なおかつ会社帰属の著作権であるサンリオキャラクターでのメジャーキャラクター同士によるクロスオーバー版権が代表例として見られる。サンリオキャラクターにおけるクロスオーバーは「サンリオキャラクターズ」と呼ばれ、サンリオキャラクターズからのスピンオフ作品として『サンリオ男子』が存在する。ただし、サンリオが知的財産権を保有する版権であってもソーシャルゲームや深夜アニメを主体とした男性を主としたハイターゲット向けメディアミックス作品である『SHOW BY ROCK!!』は、登場する架空のバンド毎を売り込む性質も兼ねていることもあり、サンリオキャラクターズを構成することが出来ず、むしろ公式ライバルといえる。本業は文房具メーカーだが、キャラクターの版権管理ビジネスとしてはサンリオのライバルにあたるサンエックスも複数版権クロスオーバーを展開しているが、サンリオと比べて規模が小さい。

## 概要
各ストーリーのキャラクターの共演によって話題を呼ぶ、不人気なシリーズに人気キャラクターを登場させて売上げを増やす、多くの巻数を必要とする複雑で雄大なストーリーを短い期間で展開できる、マンネリ防止などのメリットがある。
現在では、巻数が最初から決定された新しいタイトルを作って、そこに既成のシリーズキャラクターを多数投入する「オールスター物」（古くはギリシャ神話の『アルゴナウタイ』にまで遡るアイデア）、あるシリーズに他のシリーズのキャラクターが登場するがストーリーの受け渡しがないカメオ出演や特別出演も、しばしばクロスオーバーと呼ばれる。
また、異なる主人公の物語同士が、同一世界、同一時間軸にあることを、作中で匂わされたりまた明示された場合、これもクロスオーバーと呼ぶことがある。双方に齟齬が出ないよう、厳密に設定が組まれた（特に「主人公共演」など物語の主軸に関わる部分を用いず「共通する脇役・用語」などを伏線とした場合）作品に関してはハイパーリンク作品とされることも多い。
似た効果を上げる手法として、まずキャラクターの容貌と名前を確立、固定して、それを異なる作品の異なる役柄に次々割り振る、手塚治虫の言うスター・システムや、あるシリーズのサブキャラクターを、後に別の新しいシリーズの主人公に据えるスピンオフ作品、多くのキャラクターが時には主役、時には脇役、また点景に回る、言及されるだけの作品もあるという、現実社会の人間の交流を紙上に再現するためバルザックが「人間喜劇」で繰り広げた人物再登場法、複数の作者が同一の世界を舞台にするシェアードワールド、複数の作品が、架空の長大な年代記のそこここを彩るエピソードとなる「未来史」がある。

## 主なクロスオーバー作品
太字はクロスオーバーを前提とした作品であることが明言されているもの。

### ドラマ作品
- 怪鳥人間バットマン（グリーン・ホーネットが登場する話がある）
- アローバース (DCコミックス原作のシェアード・ユニバースの番組群)
多数の実写番組のほか、アニメ番組もクロスオーバーに加わっており、実写とアニメをまたいだクロスオーバーを実現している。
各番組間での個別のクロスオーバーのほか、毎年12月頃に複数の番組をまたいでリレー形式でストーリーが展開する大規模クロスオーバーを実施している。
  - ARROW / アロー
  - THE FLASH / フラッシュ
  - レジェンド・オブ・トゥモロー
  - SUPERGIRL / スーパーガール
  - バットウーマン
  - ブラックライトニング
  - グリーンアロー＆キャナリーズ
  - スーパーマン＆ロイス
  - コンスタンティン (実写ドラマ版)(アニメ版)
  - VIXEN / ビクセン (アニメ)
  - フリーダム・ファイターズ：ザ・レイ (アニメ)
- スタートレックシリーズ
スタートレックシリーズはほぼ全ての作品が同一世界観の別時代・別の場所での出来事としているため、頻繁にクロスオーバーが行われている。
  - 『スタートレック:ディープ・スペース・ナイン』（DS9）の第1話に『新スタートレック』（TNG）のピカード艦長が登場した。U.S.S.エンタープライズDがベンジャミン・シスコ親子を新たな赴任先のDS9まで送り届けたという設定である。
  - 『新スタートレック』でエンタープライズDがDS9に立ち寄った際、DS9のジュリアン・ベシアがエンタープライズを訪れた。
  - 『スタートレック:ヴォイジャー』（VOY）のトゥヴォックの鏡像世界版がDS9に登場した。
  - VOYのドクターの生みの親、ジマーマン博士がDS9を訪れた。
  - 惑星連邦とカーデシア連合の境界線の調整に伴う混乱・叛乱に対応するため、ネチェフ提督とカーデシアの代表者がTNGとDS9の間を行き来する、一連のエピソードが展開された。
  - その他、各テレビシリーズや劇場映画版の間に、さまざまな行き来や言及がある。
- クリス・カーター作品
  - 『ミレニアム』の事実上の最終回が『Xファイル』の1エピソードとして放送された。
  - 『ローン・ガンメン』の事実上の最終回が『Xファイル』の1エピソードとして放送された。
- ディック・ウルフ作品
  - 『LAW & ORDER』シリーズ。『LAW & ORDER』と『ホミサイド/殺人捜査課』のクロスオーバー・エピソードが3度、『LAW & ORDER』、『LAW & ORDER:性犯罪特捜班』、『LAW & ORDER:陪審評決』のシリーズ内だけのクロスオーバー・エピソードが4度、『LAW & ORDER:性犯罪特捜班』とシカゴ・シリーズのクロスオーバー・エピソードが4度製作されている。また、同シリーズでは裁判官や弁護士を始めとした多数のキャラクターが作品間を行き来しており、共通の世界観を持つ『Conviction』『ザ・プロテクター/狙われる証人たち』『刑事ジョー パリ犯罪捜査班』ともキャラクターが行き来している。
  - シカゴ・シリーズ。『シカゴ・ファイア』以降のシリーズ作品は元となる作品内でバックドア・パイロットが製作されており、『シカゴ P.D.』『シカゴ・メッド』は『シカゴ・ファイア』のエピソード内、『Chicago Justice』は『シカゴ P.D.』のエピソードで製作・放送されている。クロスオーバー・エピソードは『シカゴ・ファイア』『シカゴ P.D.』『シカゴ・メッド』『Chicago Justice』に加えて『LAW & ORDER:性犯罪特捜班』を含む計5作品間で計9度製作されている(2017年3月1日時点)。また、『Chicago Justice』には『LAW & ORDER』のシーズン1から登場しているキャラクターが複数登場する。
- ジェリー・ブラッカイマー作品
  - 2002年5月、『CSI:マイアミ』の事実上の第1話が『CSI:科学捜査班』の1エピソードとして放送され、翌シーズンに正式な新番組として始まった。
  - 2004年5月、『CSI:ニューヨーク』の事実上の第1話が『CSI:マイアミ』の1エピソードとして放送され、翌シーズンに正式な新番組として始まった。
  - 2005年11月、『CSI:マイアミ』と『CSI:ニューヨーク』のクロスオーバーが行われた。前編はマイアミ編のエピソード（マック・テイラー刑事がゲスト）、後編はニューヨーク編のエピソード（ホレイショ・ケイン警部補がゲスト）として、2話構成で放送された。
  - 2007年5月、『コールドケース 迷宮事件簿』のスコッティ・ヴァレンズ刑事が『CSI:ニューヨーク』にゲストで登場した。これはニューヨーク編のみの1時間で完結。4日後に放送された『コールドケース』のエピソードではヴァレンズ刑事はすでにフィラデルフィア市に戻っていた。
  - 2007年11月、『WITHOUT A TRACE/FBI 失踪者を追え!』（前編）と『CSI:科学捜査班』（後編）のクロスオーバー・エピソードが同じ日に2時間続けて放送された。これにより、CSIシリーズと『FBI 失踪者を追え!』と『コールドケース』（全て、本国ではCBS系列で放送）が同じ世界観を共有していることが判明した。ただし、これらの作品に異なる配役で出演している俳優が数人いるため、注意が必要である。
  - 2009年11月、『CSI:マイアミ』と『CSI:ニューヨーク』と『CSI:科学捜査班』にまたがるクロスオーバー・エピソード『CSI:トリロジー』（本国での通称は『CSI: Trilogy』）が、同じ週の3日間にわたって放送された。『CSI:科学捜査班』の当時の主人公・レイモンド・ラングストン博士が、ある事件を追ってマイアミからニューヨークに飛び、最後にラスベガスに戻るという設定。
- デビッド・E・ケリー作品
  - 『ザ・プラクティス ボストン弁護士ファイル』と『アリー my Love』の主要キャストが相互の作品にゲストで登場した。どちらも製作は20世紀フォックステレビジョンだが、アメリカ本国では異なるネットワーク（前者はABC系列、後者はFOX系列）で放送されていたという、クロスオーバーとしては珍しいケースである。
  - 『ザ・プラクティス』と、その続編の『ボストン・リーガル』に共通して登場する裁判官が何人かいる。
  - 『ボストン・リーガル』（ABC系列で放送）に『ボストン・パブリック』（FOX系列で放送）のハーパー校長がゲストで登場したことがある。
  - 『ザ・プラクティス』のボビー・ドネルが『ボストン・リーガル』にゲストで登場した。
  - ただし、以上の各作品に異なる配役で出演している俳優が数人いるため、注意が必要である。
  - 直接の関係はないが、『ボストン・リーガル』にはウィリアム・シャトナーやレネ・オーバージョノーをはじめ、スタートレックシリーズの俳優が多く出演しており、同シリーズを意識したセリフ（シャトナーの「Cling on!（クリンゴン）」というセリフなど）やシーン（オーバージョノーとアーミン・シマーマン、つまり素顔のオドーとクワークの対峙など）がよくある。
- ジョス・ウィードン作品
  - 『エンジェル』の主人公が元々、『バフィー 〜恋する十字架〜』のレギュラーだったため、両番組に登場するキャラクターが数人おり、バフィー自身も『エンジェル』に数度、ゲストで登場している。
- NBC系列で木曜夜放送のニューヨーク市が舞台のシットコム
  - 『あなたにムチュー』のポールが独身時代に借りていたアパートを『となりのサインフェルド』のクレイマーが引き継いだ。また、ポールとサインフェルドが街中でぶつかるというシーンもあった。しかし、『となりのサインフェルド』のキャラクターが『あなたにムチュー』をテレビで見ているというセリフもあり、矛盾している。
  - 『あなたにムチュー』のジェイミーとフランらしき人物（製作会社が異なるためか、キャラクター名は出なかった）が『フレンズ』のコーヒーハウス「セントラル・パーク」に現れ、フィービーをアースラと間違えるというシーンがあった。リサ・クドローは元々、『あなたにムチュー』で風変わりなウェイトレス、アースラを演じていたが、『フレンズ』で主役陣に抜擢され、フィービーを演じることになったのである。つまり、このシーンは単なるインサイド・ジョーク（メタフィクションネタ）だったが、視聴者の反応（とツッコミ）が大きかったため、「フィービーとアースラは双子姉妹」という設定が後付けされ、アースラも『フレンズ』に登場することになった。
  - 『あなたにムチュー』のジェイミーが停電を起こし、同夜（1994年11月3日）放送の『フレンズ』と『Madman of the People』（短命に終わったシットコム）でも停電になってしまうというクロスオーバーがあった。ただし、同夜放送の『となりのサインフェルド』では停電は起こらなかった。
- 『ジェシカおばさんの事件簿』と『私立探偵マグナム』
  - 前編は『私立探偵マグナム』、後編は『ジェシカおばさんの事件簿』のエピソードとして、2話構成で放送された。
- 『ER 緊急救命室』と『サード・ウォッチ』
  - 2002年4月に『ER』第8シーズン19話を前編、『サード・ウォッチ』第3シーズン19話を後編とするクロスオーバーが行われた。姉と姪の行方不明を知ったスーザンが単身ニューヨークに渡り、ボスコ＆ヨーカス組と共に捜索をするというエピソード。両作品とも製作総指揮はジョン・ウェルズ。
- 『NCIS 〜ネイビー犯罪捜査班』と『NCIS:LA 〜極秘潜入捜査班』
  - 2009年4月、『NCIS:LA 〜極秘潜入捜査班』のパイロット版が『NCIS 〜ネイビー犯罪捜査班』のシーズン6内で前後編として放送され、9月に正式な新番組として始まった。
- 『NCIS 〜ネイビー犯罪捜査班』と『NCIS: ニューオーリンズ』
  - 2014年4月、『NCIS: ニューオーリンズ』のパイロット版が『NCIS 〜ネイビー犯罪捜査班』のシーズン14内で前後編として放送され、9月に正式な新番組として始まった。以降一部のエピソードにゲスト出演している。
- 『Hawaii Five-0』と『NCIS:LA 〜極秘潜入捜査班』
  - 2012年5月にクロスオーバーが行われた。前編は『Hawaii Five-0』（カレンとサムがゲスト）、後編は『NCIS:LA 〜極秘潜入捜査班』のエピソード（ダニーとチン・ホーがゲスト）として、2話構成で放送された。それより前の2011年10月24日に『NCIS:LA 〜極秘潜入捜査班』のケンジーが『Hawaii Five-0』第2シーズン第30話にゲスト出演している。
- 『MACGYVER/マクガイバー』と『Hawaii Five-0』
  - 『MACGYVER/マクガイバー』シーズン1の18話にコノ、チン、カマコナが出演。
- 『Hawaii Five-0』と『私立探偵マグナム 』
  - 『Hawaii Five-0』シーズン10第12話は『私立探偵マグナム』シーズン2第12話とのクロスオーバーエピソードになっている。
  - カマコナ、ドクター・クンハ、ルケラ巡査、探偵ハリーなどが複数話に出演。
- ションダ・ライムズ作品
  - 2007年5月、『プライベート・プラクティス 迷えるオトナたち』のパイロット版が『グレイズ・アナトミー 恋の解剖学』のシーズン6内で前後編として放送され、9月に正式な新番組として始まった。その後も数回両番組のクロスオーバーエピソードが放送された。
- 『アイ・カーリー』と『ビクトリアス』
  - 2011年6月、クロスオーバーエピソード「ロサンゼルスのパーティへ (iParty with Victorious)」が『アイ・カーリー』の第4シーズン第11～13話（NHK版第91～93話）で放送された。
  - 『アイ・カーリー』のNG紹介のエピソードでは、『ビクトリアス』のロビーのパペット（レックス）が出演していた。
  - 両ドラマのエイプリル・フールのエピソードもクロスオーバーとなっている。『アイ・カーリー』では『ビクトリアス』のロビーが、『ビクトリアス』では『アイ・カーリー』のスペンサーが登場する。
  - 2013年6月8日からは、『アイ・カーリー』のサムと、『ビクトリアス』のキャットを主人公としたスピンオフドラマ『サム&キャット』の放送が始まった。
- 『明智小五郎VS金田一耕助』
- 『金田一耕助VS明智小五郎』
- 『サザエさんVS意地悪ばあさんVSいじわる看護婦』
- 『サザエさんとエプロンおばさん』と『福の神　サザエさん一家』
  - 長谷川町子作品のキャラ同士のクロスオーバー、原作漫画でも各作品のキャラ同士で競演していたりする（『いじわる看護婦』のみ読みきり作品で原作でのクロスオーバーはない）。
- 『ユーリカ 〜事件です!カーター保安官〜』シーズン4エピソード5の「クロスオーバー」にて、『ウェアハウス13 〜秘密の倉庫 事件ファイル〜』のクローディア・ドノヴァンが登場する。
- 『チャンス!』最終回にて『素顔のままで』の月島カンナが登場する。
- 『家なき子2』最終回にて『金田一少年の事件簿』の金田一一が登場する。
- 『金田一少年の事件簿』（雪夜叉伝説殺人事件）にて『銀狼怪奇ファイル』の不破耕助（銀狼）が登場する。
- 『金田一少年の事件簿』（異人館ホテル殺人事件）にて『銀狼怪奇ファイル』の天神学園新聞部員が登場する。
- 『銀狼怪奇ファイル』最終回にて『透明人間 (テレビドラマ)』の長谷川半蔵が登場する。
- 『池袋ウエストゲートパーク』に『木更津キャッツアイ』のメンバーが登場する。
- 『ヒガンバナ〜警視庁捜査七課〜』第6話にて『「臨床犯罪学者 火村英生の推理」』の火村英生と有栖川有栖が登場する。
- 『怪盗 山猫』第6話にて『ヒガンバナ〜警視庁捜査七課〜』の来宮渚が登場する。
- 『「臨床犯罪学者 火村英生の推理」』第6話にて『怪盗 山猫』の勝村英男と霧島さくらが登場する。

### 特撮作品
- 仮面ライダーシリーズ
  - 仮面ライダーV3
  - 仮面ライダーX
  - 仮面ライダーストロンガー
  - 全員集合!7人の仮面ライダー!!
  - 仮面ライダー (スカイライダー)
  - 10号誕生!仮面ライダー全員集合!!
  - 仮面ライダーBLACK RX
  - 仮面ライダーカブト
  - 仮面ライダーディケイド
  - 仮面ライダーG
  - 仮面ライダーウィザード
  - 仮面ライダー鎧武/ガイム
  - 仮面ライダードライブ
  - 仮面ライダーゴースト
  - 仮面ライダーエグゼイド
  - 仮面ライダージオウ
  - 仮面ライダーセイバー
  - 仮面ライダーリバイス
  - 仮面ライダーギーツ
- スーパー戦隊シリーズ
  - 侍戦隊シンケンジャー
  - 海賊戦隊ゴーカイジャー
  - 烈車戦隊トッキュウジャー
  - 手裏剣戦隊ニンニンジャー
  - 動物戦隊ジュウオウジャー
  - 宇宙戦隊キュウレンジャー
  - 4週連続スペシャル スーパー戦隊最強バトル!!
  - 機界戦隊ゼンカイジャー
  - 暴太郎戦隊ドンブラザーズ
  - 王様戦隊キングオージャー
  - 爆上戦隊ブンブンジャー
  - ナンバーワン戦隊ゴジュウジャー
- ウルトラシリーズ
  - ウルトラマンレオ
  - ウルトラマンティガ
  - ウルトラマンダイナ
  - ウルトラマンメビウス
  - ウルトラマンX
  - ウルトラマンZ
  - ウルトラマントリガー NEW GENERATION TIGA
  - ウルトラマンデッカー
- メタルヒーローシリーズ
  - 重甲ビーファイター
  - ビーファイターカブト[注 1]
- 超星神シリーズ
  - 幻星神ジャスティライザー
- 東映不思議コメディーシリーズ
  - 有言実行三姉妹シュシュトリアン40話

### アニメ作品
- アイカツオンパレード!
- 異世界かるてっと

『Re:ゼロから始める異世界生活』『オーバーロード』『この素晴らしい世界に祝福を!』『幼女戦記』の異世界を舞台とした4作品の登場キャラクターが集結したクロスオーバー作品。第2期では『盾の勇者の成り上がり』『慎重勇者～この勇者が俺TUEEEくせに慎重すぎる～』の登場キャラクターがゲストで登場した。
- FAIRY TAIL×RAVE
- かぎなど　ゲーム会社のKeyが製作した『Kanon』、『AIR』、『CLANNAD』、『リトルバスターズ』、『Rewrite』『planetarian』の6作品のキャラクターが登場したクロスオーバー作品。第2期にて『Angel Beats!』のキャラクターが登場。
- 巨人の星対鉄腕アトム
- ハローキティのスタンプヴィレッジ

サンリオが著作権を保有するハローキティ、マイメロディ、シナモロール、ポムポムプリン、バッドばつ丸、キキとララ、けろけろけろっぴなどのキャラクターが集結したクロスオーバー作品。
- キラッとプリ☆チャン
- ドクタースランプ56話・57話・58話・59話
- ドラゴンボール55話・56話・57話
- ドラゴンボール超43話
- ドラゴンボール超69話「悟空VSアラレ！ ハチャメチャバトルで地球が終わる！？」
- デジモンクロスウォーズ
- 海底超特急マリンエクスプレス
- クレヨンしんちゃん×あたしンち
- 仮面ライダー電王+しん王
- 仮面ライダーフォーゼ×クレヨンしんちゃん
- プリキュアシリーズ
  - 魔法つかいプリキュア!
  - キラキラ☆プリキュアアラモード
  - HUGっと!プリキュア[注 2]
  - スター☆トゥインクルプリキュア
  - ヒーリングっど♥プリキュア
  - トロピカル〜ジュ!プリキュア
  - デリシャスパーティ♡プリキュア
  - キボウノチカラ〜オトナプリキュア'23〜
  - ぷちきゅあ〜Precure Fairies〜
- ここたまシリーズ
  - かみさまみならい ヒミツのここたま 夏だ!おおはしゃぎスペシャル
  - キラキラハッピー★ ひらけ!ここたま
  - モノのかみさま ここたま
- ドラ・Q・パーマン
- ドラえもん誕生日1時間スペシャル
- 大みそかだよ！ドラえもん1時間スペシャル「ドラえもん＆パーマン危機一髪!?」
- ディスク・ウォーズ:アベンジャーズ
- トリコ×ONE PIECE×ドラゴンボールZ 超コラボスペシャル!!
- トリコ×ワンピース コラボスペシャル
- ONE PIECE (アニメ)492話 「最強タッグ！奮闘、ルフィとトリコ！」
- SKET DANCE

アニメ第26話で銀魂とコラボ。
- 銀魂

アニメ第227話でSKET DANCEとコラボ。
- 『まじっく快斗1412』
  - 【6話】ブラックスター[注 3]
  - 【10話】怪盗淑女（ファントム・レディ）と龍馬のお宝[注 3]
  - 【11話】キッド・コナンの龍馬お宝イリュージョン[注 3]
  - 【21話】KIDvsコナン 月下の瞬間移動[注 3]
- 『名探偵コナン』
  - 【76話】コナンvs怪盗キッド（1時間スペシャル）[注 4]
  - 【134･136話】奇術愛好殺人事件[注 4]
  - 【219話】集められた名探偵! 工藤新一vs怪盗キッド（2時間スペシャル）[注 5]
  - 【356話】怪盗キッドの驚異空中歩行（1時間スペシャル）[注 4]
  - 【394〜396話】奇抜な屋敷の大冒険[注 4]
  - 【469･470話】怪盗キッドと四名画[注 4]
  - 【472･473話】工藤新一少年の大冒険[注 4]
  - 【479話】服部平次との3日間（2時間スペシャル/回想のみ）[注 4]
  - 【515話】怪盗キッドの瞬間移動魔術[注 4]
  - 【536･537話】怪盗キッドvs最強金庫[注 4]
  - 怪盗キッド誕生の秘密[注 6]
  - 【585話】時を超える桜の恋[注 4]
  - 【586話】闇に消えた麒麟の角[注 4]
  - 【587話】キッドvs四神探偵団[注 4]
  - 【627･628話】コナンキッドの龍馬お宝攻防戦[注 4]
  - 【701～704話】漆黒の特急[注 4]
  - 【724･725話】怪盗キッドと赤面の人魚[注 4]
  - 【746･747話】怪盗キッドVS京極真[注 4]
- ルパン三世VS名探偵コナン[注 7]
- 『ロボテック・シリーズ』（Robotech series）

竜の子プロダクション製作の『超時空要塞マクロス』・『超時空騎団サザンクロス』 ・『機甲創世記モスピーダ』の3作品をハーモニーゴールド USA 社（Harmony Gold USA）がライセンス取得、同一世界の異なる時代と世代を描いた、連続する一つの大河シリーズとして翻案、再編集された作品。グラフィックノベルや漫画も、同構想の基に現在も出版され続けている。
- 『ボルトロン』シリーズ

東映製作の『百獣王ゴライオン』の欧米輸出版を皮切りに、『機甲艦隊ダイラガーXV』、『光速電神アルベガス』等を同じ世界での物語として展開した人気作のシリーズ。現在でも新シリーズが展開している。元来はポピーのタカラとの海外商戦で生まれた、『トランスフォーマー』と同じコンセプトの企画。詳しくは『VOLTRON FORCE』参照。
- 『トランスフォーマー』シリーズ

タカラの『ミクロマン』および『ダイアクロン』のメカニックを海外展開する際に同一の世界でのキャラクターとして設定変更したシリーズ。結果、世界各国のみならず、日本でも大人気を博し、その後の一大展開へとつながった。現在の展開は日本での展開が中心となっている。ポピーの『ボルトロン』商品展開の元ともなった。
- ハウス・オブ・マウス
- ツバサ・クロニクル 第2シリーズ18話「ケロちゃんとモコナ」

本来『カードキャプターさくら』のキャラクターであるケルベロス（ケロちゃん）が全編に渡って出演。世界観は異なるが、『カードキャプターさくら』とは殆どの登場人物の名称と容姿（加えてアニメ版は声優も）が共通していることや、NHKのテレビ番組同士でもあることから、この措置が実現している。
- アメリカンコミック
  - スーパーマン
  - バットマンシリーズ
    - バットマン
    - バットマン・ザ・フューチャー
    - ザ・バットマン
    - バットマン:ブレイブ&ボールド

  - ジャスティス・リーグ
  - スパイダーマンシリーズ
    - スパイダーマン&アメイジング・フレンズ
    - スパイダーマン
    - スパイダーマン・アンリミテッド

  - アイアンマン ザ・アドベンチャーズ

### 映画作品
- シュガー・ラッシュ
- ヴァン・ヘルシング
- キングコング対ゴジラ
- フレディVSジェイソン
- エイリアンVSプレデター
- AVP2 エイリアンズVS.プレデター
- 忠臣蔵外伝 四谷怪談
- バットマン vs スーパーマン ジャスティスの誕生
- リーグ・オブ・レジェンド/時空を超えた戦い
- LEGO ムービー
- ロジャー・ラビット
- 魔界転生（1981年版と2003年版と二度映画化されている）
- 立喰師列伝
- 貞子vs伽椰子
- ピクセル
- レディ・プレイヤー1
- キングスマン:ファースト・エージェント
- タイラー・ペリー マデアのホームカミング(イギリスのコメディドラマ『Mrs Brown's Boys』のブラウンおばさんと共演する。）
- アメリカンコミック
  - X-MENを中心としたシェアワールド作品群(ウルヴァリン:X-MEN ZERO、デッドプール、など)
  - マーベル・シネマティック・ユニバースに属する作品群(アベンジャーズ、など)
  - DCエクステンディッド・ユニバースに属する作品群(バットマン vs スーパーマン、など)
- モンスターバース (レジェンダリー・エンターテインメントが東宝と提携して製作する怪獣映画シリーズ)

  - キングコング:髑髏島の巨神 - 『GODZILLA ゴジラ (2014年)』と共通する設定、『ゴジラ キング・オブ・モンスターズ』に繋がるシーンが登場。
  - ゴジラvsコング
- 名探偵コナンシリーズ
  - 名探偵コナン 世紀末の魔術師[注 4]
  - 名探偵コナン 銀翼の奇術師[注 4]
  - 名探偵コナン 探偵たちの鎮魂歌[注 4]
  - 名探偵コナン 天空の難破船[注 4]
  - 名探偵コナン 業火の向日葵[注 4]
- ルパン三世VS名探偵コナン THE MOVIE[注 12]
- 忍者ハットリくん+パーマン 超能力ウォーズ
- 忍者ハットリくん+パーマン 忍者怪獣ジッポウVSミラクル卵
- ウルトラシリーズ
  - ウルトラ6兄弟VS怪獣軍団
  - ウルトラマンティガ&ウルトラマンダイナ 光の星の戦士たち
  - ウルトラマンティガ・ウルトラマンダイナ&ウルトラマンガイア 超時空の大決戦
  - 新世紀ウルトラマン伝説
  - 新世紀2003ウルトラマン伝説 THE KING'S JUBILEE
  - ウルトラマンメビウス&ウルトラ兄弟
  - 大決戦!超ウルトラ8兄弟
  - 大怪獣バトル ウルトラ銀河伝説 THE MOVIE
  - ウルトラマンゼロ THE MOVIE 超決戦!ベリアル銀河帝国
  - ウルトラマンサーガ
  - 劇場版 ウルトラマンギンガS 決戦!ウルトラ10勇士!!
  - 劇場版 ウルトラマンX きたぞ!われらのウルトラマン
  - 劇場版 ウルトラマンオーブ 絆の力、おかりします!
  - 劇場版 ウルトラマンジード つなぐぜ！ 願い！！
  - 劇場版 ウルトラマンタイガ ニュージェネクライマックス
  - ウルトラマントリガー NEW GENERATION TIGA エピソードZ
- 仮面ライダーシリーズ
  - 仮面ライダー 8人ライダーVS銀河王
  - 劇場版　仮面ライダースーパー1
  - 仮面ライダー世界に駆ける
  - 仮面ライダーワールド
  - 劇場版 仮面ライダー電王&キバ クライマックス刑事
  - 劇場版 超・仮面ライダー電王&ディケイド NEOジェネレーションズ 鬼ヶ島の戦艦
  - 劇場版 仮面ライダーディケイド オールライダー対大ショッカー
  - 仮面ライダー×仮面ライダー W&ディケイド MOVIE大戦2010
  - 仮面ライダー×仮面ライダー×仮面ライダー THE MOVIE 超・電王トリロジー
  - 仮面ライダーW FOREVER AtoZ/運命のガイアメモリ
  - 仮面ライダー×仮面ライダー オーズ&ダブル feat.スカル MOVIE大戦CORE
  - オーズ・電王・オールライダー レッツゴー仮面ライダー
  - 劇場版 仮面ライダーオーズ WONDERFUL 将軍と21のコアメダル
  - 仮面ライダー×仮面ライダー フォーゼ&オーズ MOVIE大戦MEGA MAX
  - 仮面ライダー×スーパー戦隊 スーパーヒーロー大戦
  - 仮面ライダーフォーゼ THE MOVIE みんなで宇宙キターッ!
  - 仮面ライダー×仮面ライダー ウィザード&フォーゼ MOVIE大戦アルティメイタム
  - 仮面ライダー×スーパー戦隊×宇宙刑事 スーパーヒーロー大戦Z
  - 仮面ライダー×仮面ライダー 鎧武&ウィザード 天下分け目の戦国MOVIE大合戦
  - 平成ライダー対昭和ライダー 仮面ライダー大戦 feat.スーパー戦隊
  - 仮面ライダー×仮面ライダー ドライブ&鎧武 MOVIE大戦フルスロットル
  - スーパーヒーロー大戦GP 仮面ライダー3号
  - 劇場版 仮面ライダードライブ サプライズ・フューチャー
  - 仮面ライダー×仮面ライダー ゴースト&ドライブ 超MOVIE大戦ジェネシス
  - 仮面ライダー1号
  - 劇場版 仮面ライダーゴースト 100の眼魂とゴースト運命の瞬間
  - 仮面ライダー平成ジェネレーションズ Dr.パックマン対エグゼイド&ゴーストwithレジェンドライダー
  - 仮面ライダー×スーパー戦隊 超スーパーヒーロー大戦
  - 劇場版 仮面ライダーエグゼイド トゥルー・エンディング
  - 仮面ライダー平成ジェネレーションズ FINAL ビルド&エグゼイドwithレジェンドライダー
  - 劇場版 仮面ライダービルド Be The One
  - 平成仮面ライダー20作記念 仮面ライダー平成ジェネレーションズ FOREVER
  - 劇場版 仮面ライダージオウ Over Quartzer
  - 仮面ライダー 令和 ザ・ファースト・ジェネレーション
  - セイバー+ゼンカイジャー スーパーヒーロー戦記
  - 仮面ライダー ビヨンド・ジェネレーションズ
  - 劇場版 仮面ライダーリバイス バトルファミリア
  - 仮面ライダーギーツ×リバイス MOVIEバトルロワイヤル
  - 映画 仮面ライダーギーツ 4人のエースと黒狐
  - 仮面ライダー THE WINTER MOVIE ガッチャード&ギーツ 最強ケミー★ガッチャ大作戦
- スーパー戦隊シリーズ
  - ジャッカー電撃隊VSゴレンジャー
  - スーパー戦隊ワールド
  - 劇場版 炎神戦隊ゴーオンジャーVSゲキレンジャー
  - 侍戦隊シンケンジャーVSゴーオンジャー 銀幕BANG!!
  - 天装戦隊ゴセイジャーVSシンケンジャー エピックon銀幕
  - ゴーカイジャー ゴセイジャー スーパー戦隊199ヒーロー大決戦
  - 海賊戦隊ゴーカイジャー THE MOVIE 空飛ぶ幽霊船
  - 海賊戦隊ゴーカイジャーVS宇宙刑事ギャバン THE MOVIE
  - 仮面ライダー×スーパー戦隊 スーパーヒーロー大戦
  - 特命戦隊ゴーバスターズVS海賊戦隊ゴーカイジャー THE MOVIE
  - 仮面ライダー×スーパー戦隊×宇宙刑事 スーパーヒーロー大戦Z
  - 獣電戦隊キョウリュウジャーVSゴーバスターズ 恐竜大決戦! さらば永遠の友よ
  - 平成ライダー対昭和ライダー 仮面ライダー大戦 feat.スーパー戦隊
  - 烈車戦隊トッキュウジャーVSキョウリュウジャー THE MOVIE
  - スーパーヒーロー大戦GP 仮面ライダー3号
  - 手裏剣戦隊ニンニンジャーVSトッキュウジャー THE MOVIE 忍者・イン・ワンダーランド
  - 劇場版 動物戦隊ジュウオウジャー ドキドキサーカスパニック!
  - 劇場版 動物戦隊ジュウオウジャーVSニンニンジャー 未来からのメッセージ from スーパー戦隊
  - 仮面ライダー×スーパー戦隊 超スーパーヒーロー大戦
  - スペース・スクワッド ギャバンVSデカレンジャー
  - ガールズ・イン・トラブル スペース・スクワッド エピソードゼロ
  - 宇宙戦隊キュウレンジャーVSスペース・ スクワッド
  - ルパンレンジャーVSパトレンジャーVSキュウレンジャー
  - リュウソウジャーVSルパンレンジャーVSパトレンジャー
  - 魔進戦隊キラメイジャーVSリュウソウジャー
  - セイバー+ゼンカイジャー スーパーヒーロー戦記
  - 機界戦隊ゼンカイジャーVSキラメイジャーVSセンパイジャー
- メタルヒーローシリーズ（主に宇宙刑事シリーズ）
  - 海賊戦隊ゴーカイジャーVS宇宙刑事ギャバン THE MOVIE
  - 宇宙刑事ギャバン THE MOVIE
  - 仮面ライダー×スーパー戦隊×宇宙刑事 スーパーヒーロー大戦Z
  - スペース・スクワッド ギャバンVSデカレンジャー
  - ガールズ・イン・トラブル スペース・スクワッド エピソードゼロ
  - 宇宙戦隊キュウレンジャーVSスペース・ スクワッド
- 超星神シリーズ
  - 劇場版 超星艦隊セイザーX 戦え!星の戦士たち
- プリキュアシリーズ（これまで放送された前年度のプリキュアはTVシリーズ最終回の後（各シリーズのラスボスを倒した後）[注 13]とされる）
  - ちょ〜短編 プリキュアオールスターズ GoGoドリームライブ[注 14]
  - 映画 プリキュアオールスターズDX みんなともだちっ☆奇跡の全員大集合!
  - 映画 プリキュアオールスターズDX2 希望の光☆レインボージュエルを守れ!
  - 映画 プリキュアオールスターズDX3 未来にとどけ! 世界をつなぐ☆虹色の花
  - 映画 プリキュアオールスターズNewStage みらいのともだち[注 15]
  - 映画 プリキュアオールスターズNewStage2 こころのともだち
  - 映画 プリキュアオールスターズNewStage3 永遠のともだち
  - 映画 プリキュアオールスターズ 春のカーニバル♪[注 16]
  - 映画 プリキュアオールスターズ みんなで歌う♪奇跡の魔法![注 16]
  - 映画 プリキュアドリームスターズ![注 17]
  - Petit☆ドリームスターズ!レッツ・ラ・クッキン?ショータイム![注 18]
  - 映画 プリキュアスーパースターズ![注 17]
  - 映画 HUGっと!プリキュア♡ふたりはプリキュア オールスターズメモリーズ[注 19]
  - 映画 プリキュアミラクルユニバース[注 20]
  - 映画 プリキュアミラクルリープ みんなとの不思議な1日[注 21]
  - 映画 ヒーリングっど♥プリキュア ゆめのまちでキュン!っとGoGo!大変身!![注 22]
  - 映画 トロピカル〜ジュ!プリキュア 雪のプリンセスと奇跡の指輪![注 23]
  - 映画 デリシャスパーティ♡プリキュア 夢みる♡お子さまランチ![注 24]
  - 映画 プリキュアオールスターズF[注 25]
  - わんだふるぷりきゅあ!ざ・むーびー! ドキドキ♡ゲームの世界で大冒険! [注 26]
  - 映画 キミとアイドルプリキュア♪ お待たせ!キミに届けるキラッキライブ![注 27]
- マジンガーZ対デビルマン
- サイボーグ009VSデビルマン
- グレートマジンガー対ゲッターロボ
- グレートマジンガー対ゲッターロボG 空中大激突
- UFOロボ グレンダイザー対グレートマジンガー
- グレンダイザー ゲッターロボG グレートマジンガー 決戦! 大海獣
- ドラゴンボール 摩訶不思議大冒険
- 週刊少年サンデー創刊50周年＆高橋留美子展開催記念スペシャルアニメ（It's a Rumic World）
- 10thアニバーサリー 劇場版 遊☆戯☆王 〜超融合!時空を越えた絆〜
- 劇場版イナズマイレブンGO vs ダンボール戦機W
- 映画 妖怪ウォッチ シャドウサイド 鬼王の復活

### ビデオ作品
- ウルトラマンVS仮面ライダー
- スーパー戦隊Vシネマ（主に放送された前年度の戦隊ヒーローと共演）
- ビーロボカブタック クリスマス大決戦!!
- テツワン探偵ロボタック&カブタック 不思議の国の大冒険
- 燃えろ!!ロボコンVSがんばれ!!ロボコン
- ゲゲゲの鬼太郎　妖怪奇伝　魔笛エロイムエッサイム（ゲゲゲの鬼太郎と悪魔くんのクロスオーバー）
- タイムボカン王道復古（第1話はタイムボカンシリーズ同士(タイムボカンからイタダキマンまで)で、第2話はヤッターマンを中心に、いろいろなタツノコプロ作品とのクロスオーバー）
- ドライブサーガ 仮面ライダーチェイサー
- 仮面ライダーマッハ/仮面ライダーハート

### 漫画作品
- HERO’S (RAVEとFAIRY TAILとEDENS ZEROのクロスオーバー)
- ドリフターズ
- ドラゴンボール7巻「追ってペンギン村」
- ネコマジン
- 銀河パトロール ジャコ
- 超こち亀
- SKET DANCE20巻
- 銀魂41巻
- ドラ・Q・パーマン
- サンデー・マガジン特別増刊 名探偵コナン&金田一少年の事件簿
- ヒーロークロスライン
  - サンデー×マガジン クロスライン（読切漫画、HXLと連動）
- 魔画尽町殺人事件（週刊少年マガジン連載作品のクロスオーバー）
- CROSS EPOCH（ドラゴンボールとONE PIECEのクロスオーバー）
- 実食! 悪魔の実!!（トリコとONE PIECEのクロスオーバー）
- ケルベロス×立喰師 腹腹時計の少女
- 仮面ライダーSPIRITS
- 死がふたりを分かつまで
- JESUS 砂塵航路
- 地獄のミサワの女に惚れさす名言集(なかじ(19)と実行委員(17)のクロスオーバー)
- 名探偵コナン
  - 【16巻（File6-File9）】コナンvs怪盗キッド[注 4]
  - 【20巻（File2-File6）】奇術愛好家殺人事件[注 4]
  - 【30巻（File4-File7）】集められた名探偵!工藤新一vs怪盗キッド[注 4]
  - 【44巻（File7-File10）】怪盗キッドの驚異空中歩行[注 4]
  - 【46巻（File7-File10）】奇抜な屋敷の大冒険[注 4]
  - 【53巻（File1-File4）】怪盗キッドと四名画[注 4]
  - 【55巻（File6-File9）】工藤新一少年の冒険
  - 【61巻（File1-File4）】怪盗キッドの瞬間移動魔術[注 4]
  - 【64-65巻（File11-File2）】怪盗キッドvs.最強金庫[注 4]
  - 【68巻（File5-File8）】時を超える桜の恋/闇に消えた麒麟の角/キッドvs.四神探偵団[注 4]
  - 【70巻（File2-File4）】コナンキッドの龍馬お宝攻防戦[注 4]
  - 【78巻（File1-File7）】漆黒の特急[注 4]
  - 【78-79巻（File11-File2）】コナンvsキッド 赤面の人魚[注 4]
  - 【82巻（File1-File3）】怪盗キッドVS京極真[注 4]
- まじっく快斗3巻「刃vs.快斗!」[注 28]
- ゆりぱち（『ゆるゆり』と『かんぱち』）
- つるピカハゲ丸 VS おぼっちゃまくん（作者調査中 別冊コロコロコミックスペシャル No.15 1987年4月1日号に収録、アニメ化されているとみられる。）
- アメリカンコミックス
  - アマルガム・コミックス シリーズ
  - アベンジャーズ
  - ニューアベンジャーズ
  - ジャスティス・リーグ
  - シビル・ウォー
  - マーベル・チームアップ
  - バットマン／パニッシャー
  - スパイダーマンJ（日本オリジナル漫画）
- SCRAP三太夫2巻「超人秘宝を奪還せよ!の巻」「スーパー警官への一歩!の巻」（同じゆでたまご作品であるキン肉マンとのクロスオーバー）
- -蹴球伝-フィールドの狼 FW陣!2巻「この世界にサッカーがある限り!の巻」（同じ高橋陽一作品であるキャプテン翼とのクロスオーバー）

### グラフィックノベル作品
- リーグ・オブ・エクストラオーディナリー・ジェントルメン(19世紀に出版された、冒険小説および怪奇小説の組み合わせ)
- バットマン: ダークナイト・リターンズ

### 小説
- 奇巌城
- Vシリーズ (小説)
- エターナル・チャンピオンシリーズ
- ゲームウォーズ
- 地底世界のターザン
- クラッシャージョウ

### ゲーム作品
- 週刊少年ジャンプ系
  - ファミコンジャンプ 英雄列伝
  - ファミコンジャンプII 最強の7人
  - カルトジャンプ
  - ジャンプスーパースターズ
  - ジャンプアルティメットスターズ
  - バトルスタジアム D.O.N
  - ジェイスターズ ビクトリーバーサス
  - JUMP FORCE
- サンデー×マガジンシリーズ
  - サンデー×マガジン 熱闘!ドリームナイン
  - サンデーVSマガジン 集結!頂上大決戦
  - サンデー&マガジン WHITE COMIC
- 名探偵コナン&金田一少年の事件簿 めぐりあう2人の名探偵
- なかよし系
  - なかよしといっしょ
  - ウェルカムなかよしパーク
  - パニックインなかよしワールド
  - なかよしオールスターズ めざせ学園アイドル
- 特撮作品
  - AZITOシリーズ（2と3では東映や石森プロなどのヒーローや悪役が登場する）
  - スーパー特撮大戦2001
- ウルトラシリーズ
  - ウルトラマン Fighting Evolution
    - ウルトラマン Fighting Evolution 0

  - PDウルトラマンバトルコレクション64
  - 大怪獣バトルウルトラコロシアム
  - ウルトラ警備隊 空想特撮ゲーム
  - ウルトラ闘魂伝説
  - ウルトラマン倶楽部
  - ウルトラマン倶楽部
  - 怪獣バスターズ
  - ウルトラ怪獣モンスターファーム
- 仮面ライダーシリーズ
  - 仮面ライダー 正義の系譜
  - 仮面ライダー クライマックスヒーローズシリーズ
  - オール仮面ライダー ライダージェネレーションシリーズ
  - 仮面ライダー バトライド・ウォーシリーズ
  - 仮面ライダー トラベラーズ戦記
  - 仮面ライダー サモンライド!
  - 仮面ライダー クライマックスファイターズ
  - KAMEN RIDER memory of heroez
  - 仮面ライダー倶楽部 激突ショッカーランド
  - 仮面ライダー倶楽部 バトルレーサー
  - 仮面ライダーSD 出撃!!ライダーマシン
- スーパー戦隊シリーズ
  - スーパー戦隊バトル レンジャークロス
  - 海賊戦隊ゴーカイジャー あつめて変身!35戦隊!
- サンライズシリーズ
  - サンライズ英雄譚 シリーズ
  - バトルオブサンライズ
- ガンダムシリーズ
  - SDガンダム GGENERATIONシリーズ
  - ガンダム無双シリーズ
  - 機動戦士ガンダム ガンダムVS.ガンダム
    - 機動戦士ガンダム ガンダムVS.ガンダムNEXT
    - 機動戦士ガンダム エクストリームバーサス
    - 機動戦士ガンダム エクストリームバーサス フルブースト
    - 機動戦士ガンダム エクストリームバーサス マキシブースト
    - 機動戦士ガンダム エクストリームバーサス フォース
    - 機動戦士ガンダム エクストリームバーサス マキシブースト ON
    - ガンダムバーサス
    - 機動戦士ガンダム エクストリームバーサス2
    - 機動戦士ガンダム エクストリームバーサス2 クロスブースト
    - 機動戦士ガンダム エクストリームバーサス2 オーバーブースト
    - 機動戦士ガンダム エクストリームバーサス2 インフィニットブースト

  - ガンダム・ザ・バトルマスター
  - 機動戦士ガンダム クライマックスU.C.
  - 機動戦士ガンダム 新ギレンの野望
  - 機動戦士ガンダム MS戦線0079
  - Mobile Suit GUNDAM MSVS
- Another Century's Episode
  - Another Century's Episode:R
  - Another Century's Episode Portable
- コンパチヒーローシリーズ（作品群の詳細はリンク先参照）
- スーパーロボット大戦シリーズ（シリーズのメイン作品群の詳細はリンク先参照。以下は関連作品）
  - シャッフルファイト
  - スーパーロボットシューティング
  - スーパーロボットスピリッツ
  - スーパーロボットピンボール
  - スーパーロボットバトルメーラー
  - バトルコマンダー 八武衆、修羅の兵法
  - バトルロボット烈伝
  - リアルロボッツファイナルアタック
  - リアルロボット戦線
  - リアルロボットレジメント
- 勇者シリーズ
  - 新世代ロボット戦記ブレイブサーガ
  - ブレイブサーガ2
  - ブレイブサーガ 新章 アスタリア
  - 新世紀勇者大戦
- 任天堂
  - 大乱闘スマッシュブラザーズシリーズ（詳細はリンク先参照）
  - マリオシリーズ
    - マリオカートシリーズ
      - マリオカート アーケードグランプリ

    - マリオバスケ 3on3

  - キャプテン★レインボー
  - Nintendo Land
- セガ
  - セガガガ
  - ソニック&セガ オールスターズ レーシング
  - ソニック&オールスターレーシング トランスフォームド
  - ファイターズメガミックス
- 対戦型格闘ゲーム系
  - エアガイツ
  - VS.シリーズ（作品詳細はリンク先参照）
  - ザ・キング・オブ・ファイターズ
    - KOF MAXIMUM IMPACT
    - KOF SKY STAGE

  - CAPCOM FIGHTING Jam
  - SNK GALS' FIGHTERS
  - ネオジオバトルコロシアム
  - デッド オア アライブ シリーズ
  - AQUAPAZZA
  - 電撃文庫 FIGHTING CLIMAX
  - ニトロプラス ブラスターズ -ヒロインズ インフィニット デュエル-
  - ブレードアークス from シャイニング
  - BLAZBLUE CROSS TAG BATTLE
  - Blade Strangers
  - SNKヒロインズ Tag Team Frenzy
  - ミリオンアーサー アルカナブラッド
- レイトン教授VS逆転裁判
- マリオ&ソニックシリーズ
  - マリオ&ソニック AT 北京オリンピック
  - マリオ&ソニック AT バンクーバーオリンピック
  - マリオ&ソニック AT ロンドンオリンピック
  - マリオ&ソニック AT ソチオリンピック
  - マリオ&ソニック AT リオオリンピック
  - マリオ&ソニック AT 東京2020オリンピック
- ドラゴンボールシリーズ
  - ドラゴンボール3 悟空伝
  - ドラゴンボールZ Sparking! METEOR
  - ドラゴンボール 天下一大冒険
  - ドラゴンボールヒーローズ
  - ドラゴンボールフュージョンズ
  - ドラゴンボールZ カカロット
- キングダム ハーツ シリーズ（詳細はリンク先参照）
- NAMCO x CAPCOM - PROJECT X ZONE - PROJECT X ZONE 2:BRAVE NEW WORLD
- 魔女っ子大作戦
- ロックマン エグゼ オペレート シューティングスター
- ドリームミックスTV ワールドファイターズ
- エイリアンVSプレデター
  - エイリアンVSプレデター
- ガチンコヒーローズ
- ヒーローズファンタジア
- 超ヒロイン戦記
- MARVEL ULTIMATE ALLIANCE
- インジャスティス:神々の激突 - インジャスティス2
- Train Simulator+電車でGO! 東京急行編
- アイアンマン/XOマノワー
- あっかんべぇだぁ〜
- イースvs.空の軌跡 オルタナティブ・サーガ
- カオスウォーズ - クロスエッジ - トリニティ・ユニバース
- ガチャピン☆ボンバーマン
- クラッシュ・バンディクー アドバンス & スパイロ アドバンス わくわく友ダチ大作戦!
- サンリオタイムネット
- ZOIDS SAGA シリーズ
- 電撃学園RPG Cross of Venus
- ハロボッツシリーズ
- プレイステーション オールスター・バトルロイヤル
- Nickelodeon All-Star Brawl
- MultiVersus
- ポケモン+ノブナガの野望
- ポッ拳 POKKÉN TOURNAMENT
- ゼルダ無双
- ロボコップVSターミネーター
- アラビアンクリスタル
- グラディウスシリーズ
  - パロディウスシリーズ
  - オトメディウス - オトメディウス エクセレント!
- 牌の魔術師
- ビシバシチャンプ
- ボクらの太陽
- 実況パワフルプロ野球シリーズ
- Pop'n music
- コナミワイワイワールド
  - ワイワイワールド2 SOS!!パセリ城
  - コナミ ワイワイレーシング アドバンス
- いただきストリート
  - いただきストリートWii
  - いただきストリートDS
  - ドラゴンクエスト&ファイナルファンタジー in いただきストリートSpecial
  - ドラゴンクエスト&ファイナルファンタジー in いただきストリートポータブル
  - ドラゴンクエスト&ファイナルファンタジー in いただきストリート MOBILE
- ファイナルファンタジーシリーズ
  - ファイナルファンタジータクティクス
  - ディシディア ファイナルファンタジー - ディシディア デュオデシム ファイナルファンタジー - ディシディア ファイナルファンタジー（AC版）
  - シアトリズム ファイナルファンタジー - シアトリズム ファイナルファンタジー カーテンコール - シアトリズム ファイナルファンタジー オールスターカーニバル - シアトリズム ファイナルバーライン
  - ワールド オブ ファイナルファンタジー
- ドラゴンクエストシリーズ
  - ドラゴンクエストヒーローズ 闇竜と世界樹の城
  - ドラゴンクエストヒーローズII 双子の王と予言の終わり
  - シアトリズム ドラゴンクエスト
- 世界樹の迷宮シリーズ
  - 世界樹と不思議のダンジョン
  - 世界樹と不思議のダンジョン2
- 悪代官シリーズ
- ASTRO BOY・鉄腕アトム -アトムハートの秘密-
- 激闘プロ野球 水島新司オールスターズVSプロ野球
- 爆走兄弟レッツ&ゴー!! エターナルウィングス
- ブラック・ジャック 火の鳥編
- ぷよぷよテトリス
- ミラクルガールズフェスティバル
- .hack//Link
- マクロス30 銀河を繋ぐ歌声
- CBキャラウォーズ 失われたギャ〜グ
- ねんどろいど じぇねれ〜しょん
- タツノコプロ
  - タツノコ VS. CAPCOM
  - タツノコファイト
  - タイムボカンシリーズ
    - ボカンと一発!ドロンボー
    - ボカンGoGoGo
    - ボカンですよ
    - ボカン伝説 ブタもおだてりゃドロンボー
- 無双シリーズ
  - 無双OROCHIシリーズ
    - 無双OROCHI
    - 無双OROCHI 魔王再臨
    - 無双OROCHI Z
    - 無双OROCHI 2
    - 無双OROCHI 3

  - 無双☆スターズ
- テイルズ オブ シリーズ
  - テイルズ オブ ザ ワールド なりきりダンジョン2
  - テイルズ オブ ザ ワールド なりきりダンジョン3
  - テイルズ オブ ザ ワールド レディアント マイソロジー
  - テイルズ オブ ザ ワールド レディアント マイソロジー2
  - テイルズ オブ ザ ワールド レディアント マイソロジー3
  - テイルズ オブ バーサス
  - テイルズ オブ ザ ヒーローズ ツインブレイヴ
- ネプテューヌシリーズ
  - 超次元大戦 ネプテューヌVSセガ・ハード・ガールズ 夢の合体スペシャル
  - ブイブイブイテューヌ
  - 閃乱忍忍忍者大戦ネプテューヌ -少女達の響艶-
- ネルケと伝説の錬金術士たち 〜新たな大地のアトリエ〜
- 紅の錬金術師と白の守護者 〜レスレリアーナのアトリエ〜
- 半熟英雄
- ペルソナシリーズ
  - ペルソナQ シャドウ オブ ザ ラビリンス
  - ペルソナQ2 ニュー シネマ ラビリンス
- スターオーシャンシリーズ
  - スターオーシャン セカンドストーリー R
- ダライアスバースト
- ちゃおドリームタッチ! ハッピーあにばーさりー
- アイプリバース
- Battletoads/Double Dragon（英語版）
『バトルトード』と『ダブルドラゴン』のクロスオーバー作品であり、Tradewestが両シリーズの海外パブリッシングを行っていたことから実現。現時点では日本未発売。バトルトードシリーズの開発元のレアが開発している。
- R-TYPEシリーズ
  - R-TYPE FINAL
  - R-TYPE TACTICS - R-TYPE TACTICS II -Operation BITTER CHOCOLATE-
- ソーシャルゲーム系
  - ロックマンXover
  - ロックマンX DiVE
  - 週刊少年ジャンプ オレコレクション!
  - ジャンプチ ヒーローズ
  - 週刊少年ジャンプ 実況ジャンジャンスタジアム
  - テイルズ オブ リンク
  - テイルズ オブ アスタリア
  - テイルズ オブ ザ レイズ
  - テイルズ オブ クレストリア
  - ファイナルファンタジー ブリゲイド
  - ファイナルファンタジー レコードキーパー
  - ファイナルファンタジー オール ザ ブレイベスト
  - ファイナルファンタジー アートニクス
  - ピクトロジカ ファイナルファンタジー
  - メビウス ファイナルファンタジー
  - ファイナルファンタジー ブレイブエクスヴィアス - WAR OF THE VISIONS ファイナルファンタジー ブレイブエクスヴィアス 幻影戦争
  - ディシディア ファイナルファンタジー オペラオムニア
  - ワールド オブ ファイナルファンタジー メリメロ
  - ファイナルファンタジー デジタルカードゲーム
  - D×2 真・女神転生 リベレーション
  - ドラゴンクエストモンスターズスーパーライト
  - 星のドラゴンクエスト
  - ドラゴンクエスト ライバルズ
  - スターオーシャン:アナムネシス
  - ヴァルキリーアナトミア -ジ・オリジン-
  - キングダム ハーツ キー
  - キングダム ハーツ アンチェインド キー
  - キングダム ハーツ ユニオン クロス
  - キングダム ハーツ ダーク ロード
  - エンペラーズ サガ
  - インペリアル サガ - インペリアル サガ エクリプス
  - ロマンシング サガ リ・ユニバース
  - アトリエオンライン 〜ブレセイルの錬金術士〜
  - レスレリアーナのアトリエ 〜忘れられた錬金術と極夜の解放者〜
  - パワプロアプリ（ダイヤのA・MAJOR）
  - スーパー戦隊ヒーローズ
  - スーパー戦隊バトベース
  - スーパー戦隊レジェンドウォーズ
  - 仮面ライダーバトオンライン
  - 仮面ライダー ライダバウト！
  - 仮面ライダー ストームヒーローズ
  - 仮面ライダー バトルラッシュ
  - 仮面ライダー シティウォーズ
  - スーパーロボット大戦Card Chronicle
  - スーパーロボット大戦X-Ω
  - スーパーロボット大戦DD
  - 大戦乱!!三国志バトル
  - 戦国パズル!!あにまる大合戦
  - 戦乱のサムライキングダム
  - アヴァロンの騎士
  - 大進撃!!ドラゴン騎士団
  - クラッシュフィーバー
  - 魁!!男塾～連合大闘争編～
  - 疾走、ヤンキー魂。
  - 神殺しの暗黒騎士
  - 戦国BASARA カードヒーローズ
  - 戦国BASARA バトルパーティー
  - あしたのジョー～あしたのために～
  - はじめの一歩 THE FIGHTING!
  - キン肉マン マッスルショット
  - LINE ポコポコ
  - LINE ポコパン
  - LINE バブル2
  - LINE パズルボブル
  - LINE POP2
  - LINE タワーライジング
  - LINE レンジャー
  - LINE ゲットリッチ
  - きららファンタジア
  - 魔界ウォーズ
  - 魔界戦記ディスガイアRPG
  - メガミラクルフォース
  - 絵師神の絆
  - フェスティバトル
  - 異世界∞異世界

### トレーディングカードゲーム
- ミラクルバトルカードダス
- サンデーVSマガジンTCG
- レンジャーズストライク
- ガンダムウォー
- ガンダムウォーネグザ
- クルセイドシステムカードシリーズ
- プレシャスメモリーズ
- ヴァイスシュヴァルツ
- ヴィクトリースパーク
- ChaosTCG
- プリズムコネクト

### トレーディングカードアーケードゲーム
- データカードダス（派生タイトル含む）
  - 大怪獣バトル ULTRA MONSTERS シリーズ
  - 大怪獣ラッシュ ウルトラフロンティア
  - ウルトラマン フュージョンファイト!
  - 仮面ライダーバトル ガンバライド
  - 仮面ライダーバトル ガンバライジング
  - 仮面ライダーバトル ガンバレジェンズ
  - スーパー戦隊バトル ダイスオー シリーズ
  - プリキュアオールスターズ
  - ガンダムトライエイジシリーズ
  - 機動戦士ガンダム アーセナルベース
  - DRAGONBALL改 DRAGON BATTLERS
  - ドラゴンボールヒーローズ
  - スーパードラゴンボールヒーローズ

### その他
- 駈斗戦士 仮面ライダーズ（食玩およびマンガ）
- ザ・ライバル「少年サンデー・少年マガジン物語」（テレビドラマ）
- 有言実行三姉妹シュシュトリアン（テレビドラマ）[4]
- あつまれ！キッズソング50～スプー・ワンワン 宇宙の旅～（子供向け番組）
- おかあさんといっしょファミリーコンサート「みんなともだち」（子供向け番組）
- ひらけ!ポンキッキ5000回記念（子供向け番組）
- ワンワンパッコロ!キャラともワールド（子供向け番組）
- 第66回NHK紅白歌合戦特別企画「アニメ紅白」（紅白にアニメキャラクターが大集合）
- フジテレビお正月特番アニメ祭り（1994年1月2日）にて「ドラゴンボール」の孫悟空とちびまる子ちゃんが共演）
- アトム・悟空・ルフィの球体パニックアドベンチャー！（フジテレビ夏休みイベント限定上映）
- 両さん・悟空・ルフィの球体パニックアドベンチャーリターンズ! （フジテレビ夏休みイベント限定上映）
- Ｆシアター(川崎市 藤子・F・不二雄ミュージアム)
  - ドラえもん＆パーマン危機一髪！？
  - 21エモン＆ドラえもん ようこそ！！つづれ屋へ
  - すすめロボケット＆ドラえもん 決戦！雲の上の竜巻城
  - ドラえもん＆チンプイ エリ様愛のプレゼント大作戦
  - キテレツ大百科＆ドラえもん コロ助のはじめてのおつかい
  - ポコニャン＆ドラえもん ポンポコニャンでここほれニャンニャン

- ネット版 仮面ライダースピンオフムービー
  - ネット版仮面ライダーキバ　魔界城の女王
  - ネット版仮面ライダーディケイド　オールライダー超スピンオフ
  - ネット版仮面ライダーW　FOREVER　AtoZで爆笑26連発
  - ネット版オーズ・電王・オールライダー　レッツゴー仮面ライダー　～ガチで探せ　君だけのライダー48～
  - ネット版仮面ライダーOOO　ALL STARS　21の主役とコアメダル
  - ネット版仮面ライダー×スーパー戦隊　スーパーヒーロー大変　～犯人はダレだ?!～
  - ネット版仮面ライダーフォーゼ　みんなで授業キターッ!
  - ネット版仮面ライダー×スーパー戦隊×宇宙刑事　スーパーヒーロー大戦乙（おつ）！～Heroo！知恵袋　あなたのお悩み解決します！～
  - ネット版仮面ライダーウィザード イン マジか!?ランド
  - dビデオスペシャル 仮面ライダー4号（スーパーヒーロー大戦GP 仮面ライダー3号のスピンオフ作品）
  - 仮面ライダーゴースト 伝説！ライダーの魂！
  - 仮面ライダーエグゼイド[裏技]仮面ライダーゲンム
  - 仮面ライダーエグゼイド[裏技]仮面ライダーブレイブ 復活のビーストライダー・スクワッド
- 名探偵コナン コナンvsキッドvsヤイバ 宝刀争奪大決戦!!（OVA作品）
- 名探偵コナン 消えたダイヤを追え! コナン・平次vsキッド!（OVA作品）
- 名探偵コナン KID in TRAP ISLAND（OVA作品）
- ガンダムvsハローキティプロジェクト（YouTube作品）